# Guido Giacometti
Guido Giacometti (Legnago, 11 settembre 1882 – Roma, 7 novembre 1968) è stato un politico italiano.

## Biografia
Militante socialista dal 1903, Giacometti nel 1905 aveva creato una “Cassa tra Cooperative per gli infortuni degli operai sul lavoro” e dopo la prima guerra mondiale fondò e diresse  un Consorzio cooperativo regionale veneto e una Banca operaia delle Venezie.
Fece parte della Massoneria, il 12.7.1911 passò direttamente dal primo al terzo grado nella loggia di Legnago "Tavani Arquati" .
Nel 1921 Giacometti fu eletto deputato per il Partito Socialista Italiano, ma nel 1925 dovette lasciare l'Italia per sottrarsi alle persecuzioni fasciste.
In Francia entrò a far parte del Comitato centrale dell'Unità d'azione antifascista e a Lione presiedette quel comitato di liberazione battendosi contro i Tedeschi quando occuparono la Francia.
Tornato in Italia nel 1946 Giacometti fu deputato all'Assemblea Costituente. Senatore nel 1948, fu rieletto nel 1953 e nel 1958, dalla I alla III legislatura.